# Dennis Brown
Dennis Emanuel Brown (1957. február 1.–1999. július 1.) jamaicai reggae-énekes. Több mint 75 albuma jelent meg és ő volt a lovers rock műfaj egyik úttörője. Bob Marley a "Reggae koronahercege" nevet adta neki.
Első nagyobb sikere a "Money In My Pocket" Joe Gibbs kiadójánál jelent meg, majd az 1970-es évek végére már olyan slágereket köszönhetünk neki, mint a "Sitting & Watching", "Wolves and Leopards", "Here I Come" és a "Revolution". Sok számában szerepelt Sly and Robbie is.
Az 1980-as évekkel beköszöntött a dancehall korszaka, ekkor Brown gyakran készített felvételeket King Jammy-vel és Gussie Clarkkal közösen.
A "Revolution" című dala szerepelt a K-JAH Radio West rádióban a 2004-es Grand Theft Auto San Andreas című videójátékban.
Brown a Twelve Tribes of Israel nevű rasztafári csoporthoz tartozott.
Egyesek szerint Brown kokainfüggő volt, amely befolyásolta művészi pályáját és ez okozhatta korai halálát is. Temetésén, melyet 1999. július 17-én tartottak a jamaicai Kingstonban, beszédet mondott P. J. Patterson miniszterelnök és Edward Seaga ellenzéki vezető is (Jamaica Labour Party). A szertartás három órás volt és élő zenét Maxi Priest, Shaggy, és Brown öt fia biztosította. Brownt a kingstoni National Heroes Park-ba temették.

## Lemezei

### Nagylemezek
- 1970 - No Man Is An Island
- 1971 - If I Follow My Heart
- 1972 - Super Reggae & Soul Hits
- 1973 - Superstar
- 1974 - Deep Down
- 1975 - Just Dennis
- 1976 - Visions
- 1977 - Westbound Train
- 1977 - Wolf & Leopards
- 1979 - Joseph's Coat Of Many Colors
- 1979 - So Long Rastafari
- 1979 - Words of Wisdom
- 1979 - Best of Volume I
- 1980 - Live At Montreux
- 1980 - Spellbound
- 1981 - Money In My Pocket
- 1982 - Best Of Volume II
- 1982 - Love Has Found It's Way
- 1982 - More
- 1982 - Stagecoach Showcase
- 1982 - Yesterday, Today, & Tomorrow
- 1983 - Satisfaction Feeling
- 1983 - The Prophet Rides Again
- 1984 - & Gregory Isaacs - Judge Not
- 1984 - Love's Got A Hold On Me
- 1985 - Revolution
- 1985 - Slow Down
- 1986 - & John Holt- Wild Fire
- 1986 - Brown Sugar
- 1986 - History
- 1986 - Hold Tight
- 1987 - & Janet Kay - So Amazing
- 1988 - Inseparable
- 1989 - & Gregory Isaacs - No Contest
- 1989 - Death Before Dishonor
- 1989 - Good Vibrations
- 1990 - Over Proof
- 1990 - Unchallenged
- 1992 - Beautiful Morning
- 1992 - Blazing
- 1992 - Friends For Life
- 1992 - If I Didn't Love You
- 1993 - Best Of - Musical Heatwave 1972-75
- 1993 - Cosmic Force
- 1993 - It's The Right Time
- 1994 - Light My Fire
- 1995 - Open The Gate - Greatest Hits Volume II
- 1996 - Milk & Honey
- 1998 - 2CD - Tracks of Life
- 1999 - Bless Me Jah
- 1999 - The Great Mr Brown
- 2000 - Academy
- 2000 - May Your Food Basket Never Empty
- 2002 - In Dub - Niney & King Tubby
- 2002 - Memorial - Featuring John Holt
- 2002 - The Promised Land 1977-79
- 2003 - The Complete A&M Years
- 2004 - Dennis Brown Conqueror: An Essential Collection
- 2006 - & King Tubby - Sledgehammer Special
- 2006 - REISSUE - Super Reggae & Soul Hits
- Absolutely the Best of Dennis Brown: The King of Lover's Rock
- Dennis Brown Sings Gregory Isaacs (May Your Food Basket Never Empty)
- Dennis Brown & Freddie McGregor - Reggae Giants
- Go Now
- Prince Jammy Presents
- Rare Grooves - Reggae Rhythm & Blues Volume II
- Dennis Brown Sings Gregory Isaacs
- Presents Prince Jammy Umoja 20th Century

### Kislemezek
- "Money In My Pocket" (1977) - UK No. 14
- "Love Has Found Its Way" (1982) - UK No. 47
- "Halfway Up Halfway Down" (1982) - UK No. 56